# Cablejat punt a punt

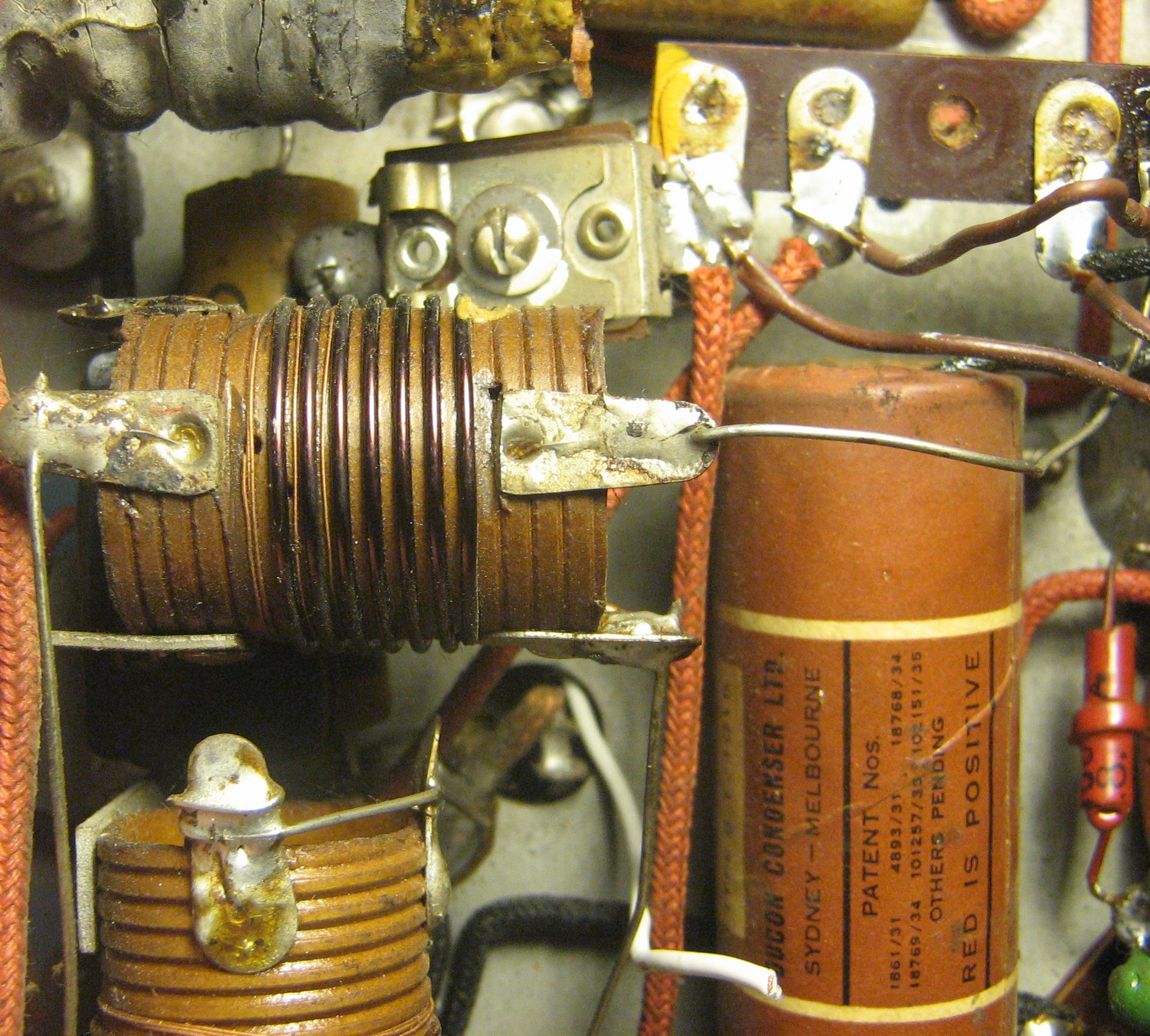
Secció d'una ràdio típica australiana de finals de la dècada de 1930, que mostra la connexió punt a punt entre components.

El cabletat punt a punt o construcció punt a punt és un mètode no automatitzat de construcció de circuits electrònics àmpliament utilitzat abans de l'ús de plaques de circuits impresos (PCB) i el muntatge automatitzat es generalitzés gradualment després de la seva introducció a la dècada de 1950.

## Característiques
Els circuits que utilitzaven vàlvules termoiòniques (tubs de buit) eren relativament grans, relativament senzills (es va minimitzar el nombre de dispositius grans, calents i cars que havien de ser reemplaçats) i utilitzaven grans endolls, fet que feia que el PCB fos menys avantatjosa que amb un semiconductors complex posterior. circuits. La connexió punt a punt encara està molt estesa a l'electrònica de potència, on els components són voluminosos i es té en compte la facilitat de servei, i la construcció d'equips prototips amb components electrònics pocs o pesats. Una pràctica habitual, especialment en la connexió punt a punt més antiga, és utilitzar els cables de components com resistències i condensadors per salvar la major distància possible entre connexions, reduint la necessitat d'afegir cable addicional entre els components.
Abans de la connexió punt a punt, els conjunts elèctrics utilitzaven cargols o femelles de filferro per subjectar els cables a un tauler aïllant de fusta o ceràmica. Els dispositius resultants eren propensos a fallar per contactes corroïts o afluixament mecànic de les connexions. Les primeres ràdios marines premium, especialment de Marconi, de vegades utilitzaven coure soldat als circuits de les barres, però això era car. La invenció crucial va ser aplicar la soldadura al conjunt elèctric. En la soldadura, un aliatge d'estany i plom (i/o altres metalls), conegut com a soldadura, es fon i s'adhereix a altres metalls no foss, com ara el coure o l'acer estanyat. La soldadura fa una connexió elèctrica i mecànica forta.
El cablejat punt a punt no és adequat per al muntatge automatitzat, tot i que el wire wrap, un mètode derivat, sí q ho permet, de fet es realitza manualment, el que fa que sigui més car que els PCB i més susceptible a errors de cablejat, ja que les connexions es determinen per la persona que fa el muntatge en lloc d'una placa de circuit impresa. Per a la producció, en lloc de fer prototips, els errors es poden minimitzar mitjançant procediments operatius dissenyats amb cura.
Una forma intermèdia de construcció utilitza regletes de terminals (de vegades anomenades "taulers d'etiquetes"), taulers d'ulls o taulers de torreta. Tingueu en compte que si els components estan disposats en taulers amb etiquetes, tralls o torretes als dos extrems i cables que van als components següents, la construcció s'anomena correctament construcció d'etiquetes, tralls o torretes respectivament, ja que els components no van d'un punt a un altre. Tot i que la construcció de fusta de cordó es pot cablejar de manera similar, la densitat significa que la col·locació dels components normalment es fixa mitjançant un substrat on s'insereixen els components.

## Connexió amb bornes

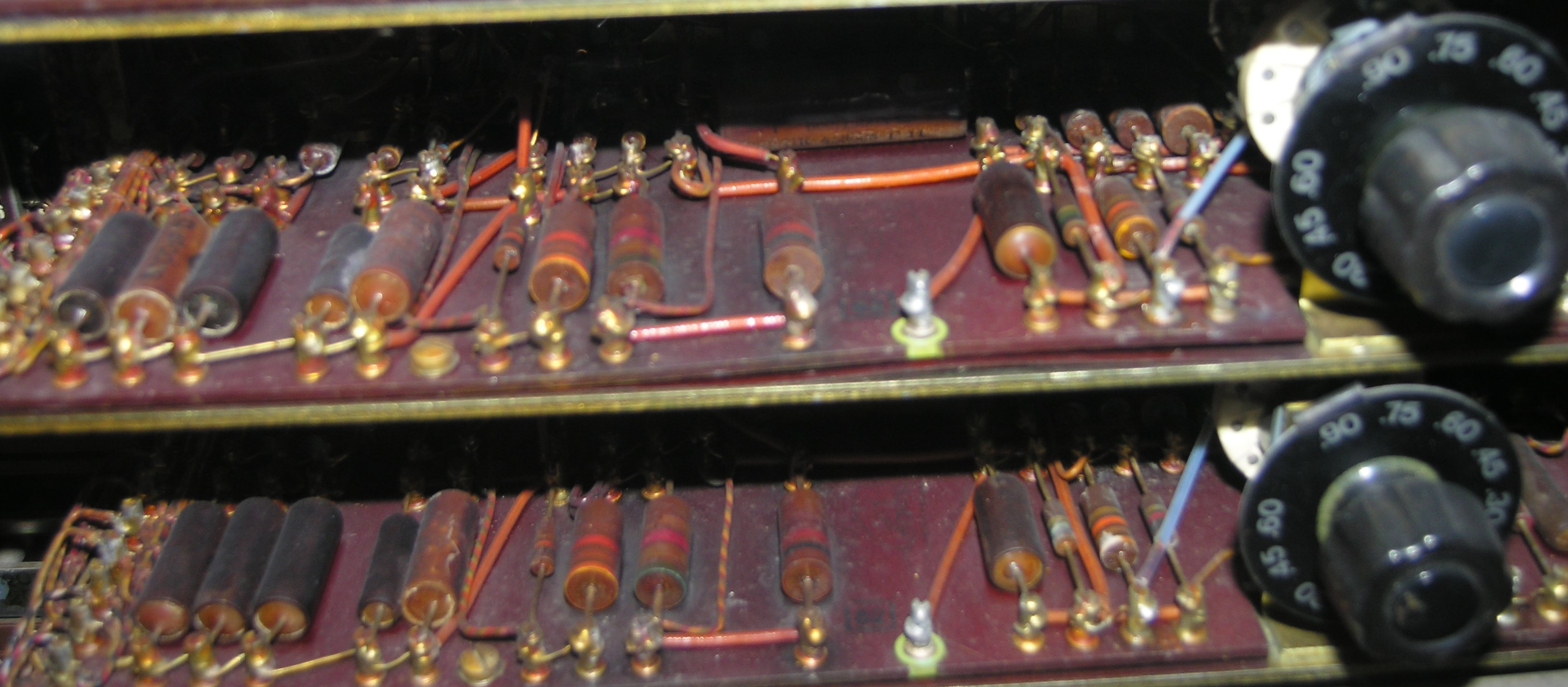
Connexió punt a punt d'equips de ràdio militars

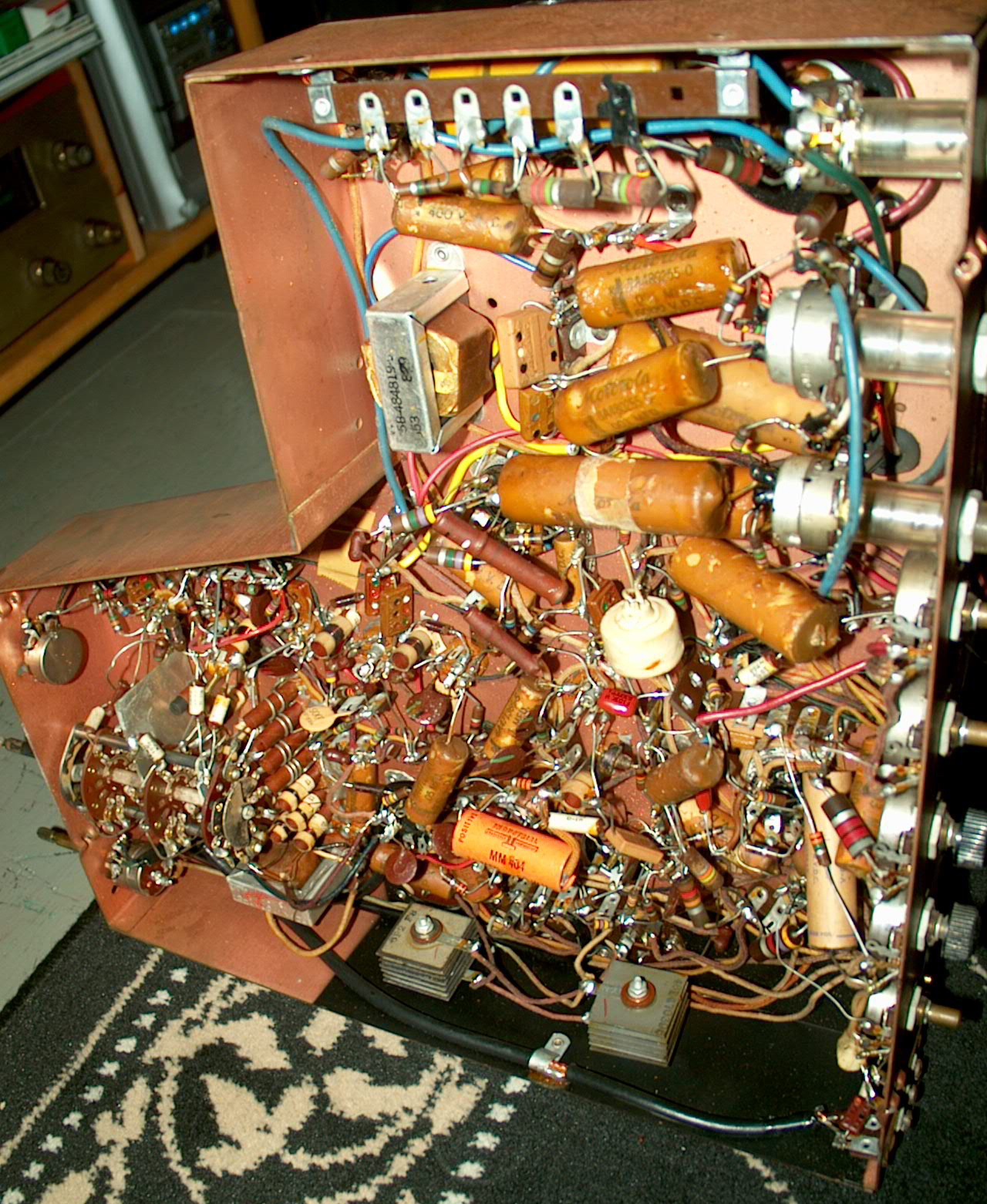
Part inferior del xassís d'un televisor Motorola VT-71 de 7" de 1948, que mostra la complexitat del cablejat punt a punt.

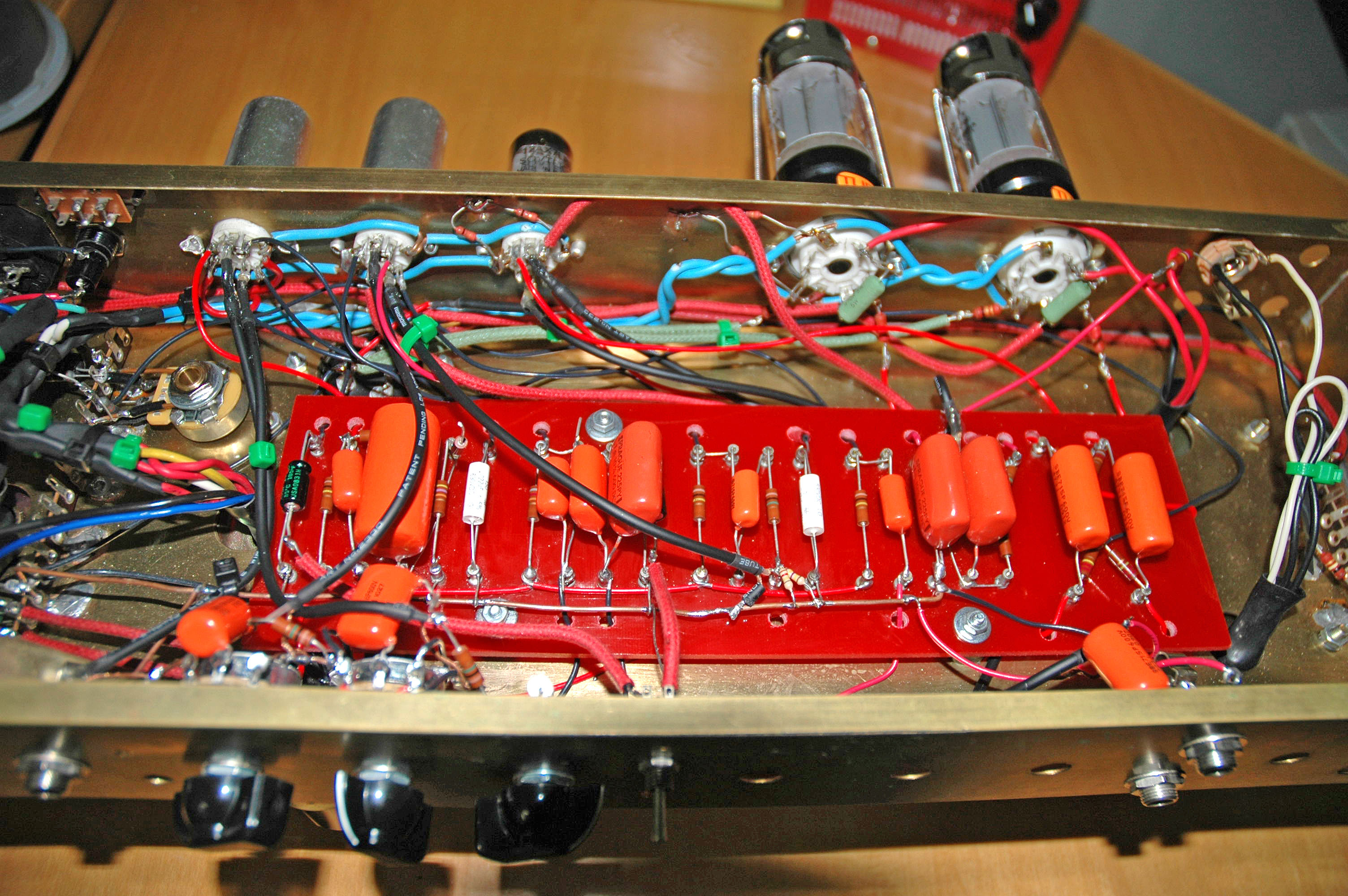
Cablejat punt a punt en un circuit amplificador de tubs.

La construcció amb regletes de terminals, que també es coneix com a cablejat punt a punt dins de la comunitat d'amplificadors de guitarra de vàlvules, utilitza regletes de terminals (o "regletes de bornes"). Una tira de terminals té terminals de coure estanyats estampats, cadascun amb un forat a través del qual es poden passar els extrems dels component o dels cables, col·locats en una tira aïllant, generalment feta d'un material barat i resistent a la calor, com ara paper encolat de resina sintètica (FR-2).), o baquelita reforçada amb cotó. L'aïllant té un suport de muntatge integral, de vegades connectat elèctricament a un o més dels bucles estampats per posar-los a terra al xassís.
El xassís es construïa inicialment, amb xapa o fusta. Aleshores, les regletes de terminals aïllades es podien reblar, clavar o cargolar a la part interior del xassís. A la part superior del xassís s'hi muntaven transformadors, condensadors grossos, endolls de tubs i altres components grossos. Els seus cables eren conduïts a través de forats cap a la part inferior o interior. Els extrems de longituds de cables o components de cables, com ara condensadors i resistències, eren empès a través dels terminals i, normalment, s'enrotllaven i es retorçaven. Quan tots els cables a connectar s'havien instal·lat al terminal, es soldaven amb estany.
Els muntadors d'electrònica professionals solien operar a partir de llibres de fotografies i seguien una seqüència de muntatge exacta per assegurar-se que no faltava cap component. Aquest procés era intensiu en mà d'obra, subjecte a errors i no apte per a la producció automatitzada. Fins i tot després de la introducció de plaques de circuits impresos, no va requerir dissenyar i fabricar plaques de circuit.
La connexió punt a punt i de bornes es va continuar utilitzant per a alguns equips de tubs de buit fins i tot després de la introducció de plaques de circuit imprès. La calor dels tubs pot degradar les plaques de circuit i fer-les trencar i trencar. La degradació de la placa de circuits es veu sovint a les ràdios de tubs de baix cost produïdes a la dècada de 1960, especialment al voltant de la sortida calenta i els tubs rectificadors. El fabricant nord-americà Zenith va continuar utilitzant cablejat punt a punt als seus televisors basats en tubs fins a principis de la dècada de 1970.
Alguns equips per a audiòfils, com ara amplificadors, continuen cablejant-se punt a punt mitjançant regletes de terminals, sovint en quantitats molt petites. En aquesta aplicació, el cablejat punt a punt modern s'utilitza sovint com a característica de disseny de màrqueting més que com a resultat de l'economia de la producció a molt petita escala.
De vegades, el cablejat real punt a punt, sense regletes de terminals, amb connexions molt curtes, encara s'utilitza a freqüències de ràdio molt altes (en el rang de gigahertz) per minimitzar la capacitat i la inductància perdudes; la capacitat entre una traça de la placa de circuit i algun altre conductor, i la inductància d'una pista curta, esdevenen importants o dominants a altes freqüències. En alguns casos, n'hi ha prou amb una disposició acurada de PCB sobre un substrat amb bones propietats d'alta freqüència (per exemple, ceràmica). Un exemple d'aquest disseny s'il·lustra en una nota d'aplicació que descriu un generador de polsos basat en transistors d'allau amb un temps de pujada d'una fracció de nanosegon; els (pocs) components crítics estan connectats directament entre si i al connector de sortida amb els cables més curts possibles.
Particularment en equips complexos, els circuits cablejats sovint es presenten com una "escala" de components junts, que necessiten connectar-se a escales o components mitjançant enllaços de filferro. Un bon disseny minimitza aquests enllaços i la complexitat del cablejat, sovint acostant-se a la del punt a punt directe. Entre els dispositius complexos, els oscil·loscopis de tub de buit Tektronix pre-PCB destaquen pel seu cablejat punt a punt molt ben dissenyat.
Si els efectes paràsits són significatius, el cablejat punt a punt i de bornes tenen components paràsits variables, mentre que la inductància i la capacitat deguda a una PCB són les mateixes per a totes les mostres i es poden compensar de manera fiable, cosa que pot ser essencial per a alguns circuits de RF. En algunes construccions de RF punt a punt molt optimitzades, el circuit es pot ajustar doblegant cables.
Col·locar la unitat completa en un recinte protegeix el circuit del seu entorn i els usuaris dels perills elèctrics.
Algunes marques grans encara utilitzen plaques de punt a punt tipus tira de terminals, però normalment per a línies de productes especials. El fabricant d'amplificadors de guitarra elèctrica Marshall ha reeditat alguns dels seus models més antics, utilitzant aquest tipus de construcció com a característica de disseny, tot i que els seus productes estàndard fan servir PCB. Els equips de vàlvules termoiòniques normalment no tenen les vàlvules muntades a el PCB per evitar danys per calor, sinó que utilitzen PCB per al cablejat, aconseguint l'economia de PCB produïts en massa sense danys per calor.

## Breadboard
Els prototips que estan subjectes sovint a modificacions no es solen fer amb PCB, sinó que s'utilitzen la construcció de placa de prova. Històricament, això podria ser, literalment, un tauler, un tauler de fusta amb components units i units amb filferro. Més recentment, el terme s'aplica a un tauler de material aïllant prim amb forats a un pas estàndard de 0,1 polzades; els components s'empenyen a través dels forats per ancorar-los i es connecten punt a punt a l'altre costat del tauler. Un tipus de placa específica per a prototips té aquest disseny, però amb tires de contactes de molla metàl·lica sota una reixeta de forats en els quals s'empenyen els components per fer connexions elèctriques com qualsevol connector extraïble. Algunes parts dels terminals en línia recta en una direcció estan connectades elèctricament, habitualment en grups de 5 a 10 amb múltiples grups per fila, aquests es poden intercalar amb columnes que abasten l'alçada del tauler per a les connexions més habituals (normalment el rails d'alimentació). Aquestes plaques de prova i taulers de stripping es troben entre els PCB i el punt a punt; no requereixen disseny i fabricació d'un PCB, i es modifiquen tan fàcilment com una configuració punt a punt.

## Perfboard
Un perfboard és un tauler amb forats en un patró de quadrícula quadrada, habitualment amb un pas de 0,1 polzades; tots els forats sobre un PCB. Està perforat prèviament a intervals regulars seguint una quadrícula, normalment una quadrícula amb un espai de 2,54 mm (1/10 de polzada). Un perfboard es pot utilitzar per un prototip d'un futur PCB. El coure o un altre metall es poden dipositar sobre el substrat amb patrons preestablerts. S'hi poden muntar components discrets (resistències, condensadors) i circuits integrats. El substrat està fet generalment de fibra de vidre o baquelita. Els components es fan passar des del costat sense coure i es solden al seu lloc. Els forats coberts amb coure es poden interconnectar soldant les seccions de coure entre sí amb soldadura d'estany
Per utilitzar un perfboard amb pla de terra (vegeu imatges) cal soldar-lo a la part inferior i després treure el coure pla de terra on no es vulgui que hi hagi una connexió.

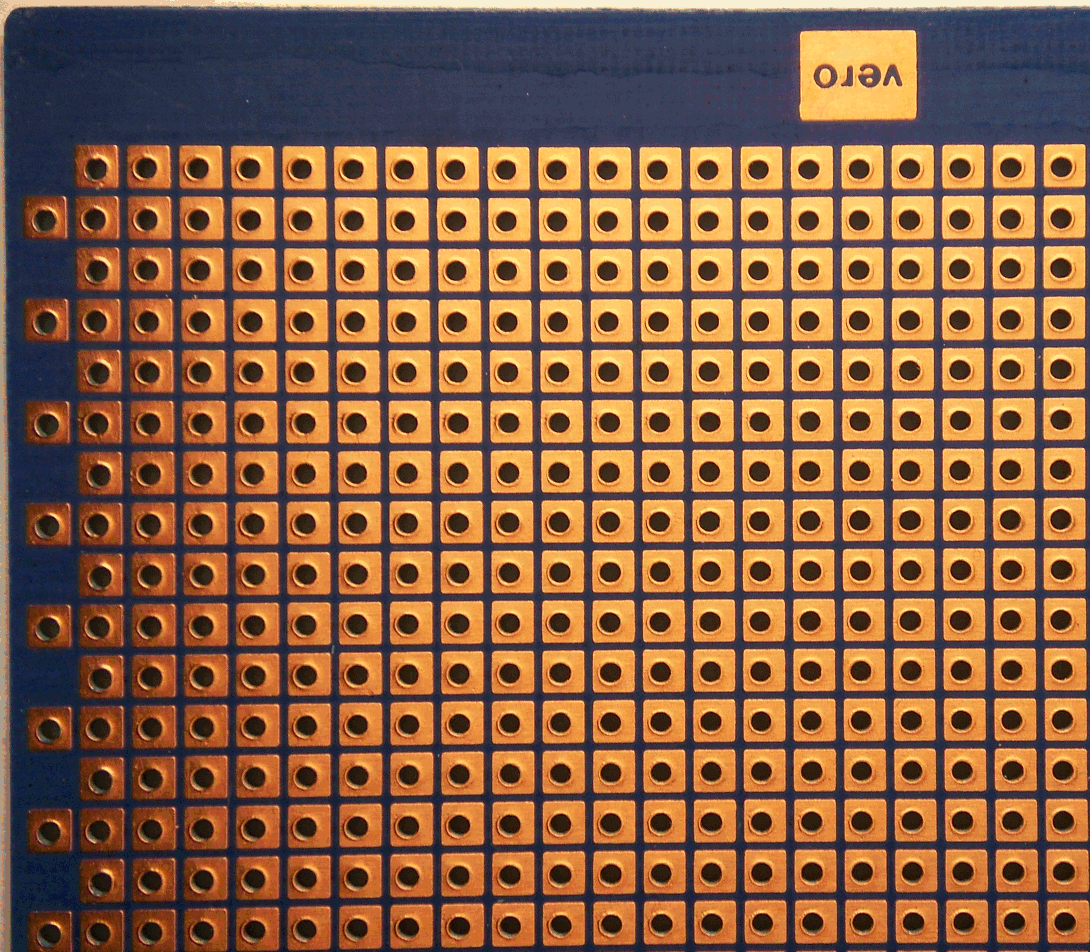
Part superior d'un Perfboard amb un pla de terra a sota
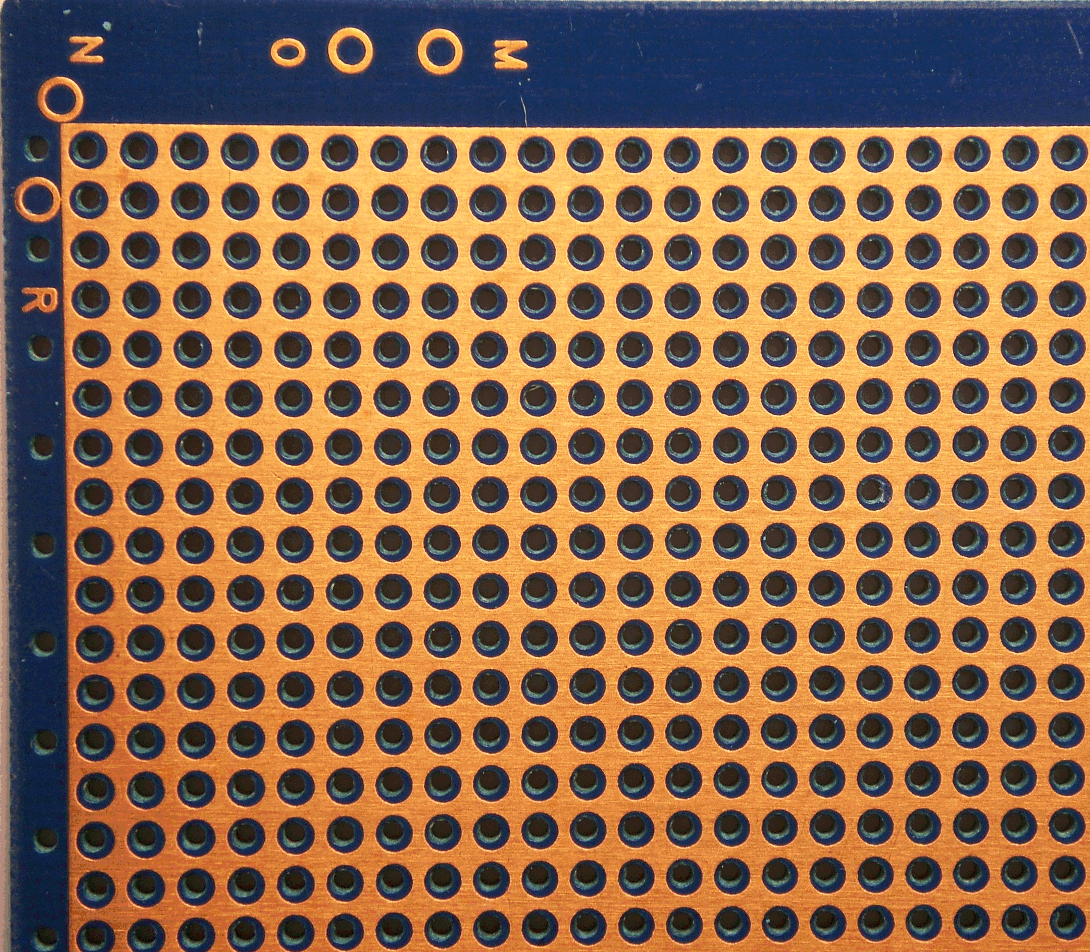
Part inferior d'un Perfboard revestit de coure

## Stripboard
Un stripboard és un tauler amb forats en un patró de quadrícula quadrada, habitualment amb un pas de 0,1 polzades; tots els forats en línia recta estan connectats per una tira de coure com en un PCB. Els components es fan passar des del costat sense tires i es solden al seu lloc. Les tires es poden interrompre raspant una secció del coure, per a aquesta tasca hi ha disponibles talladors de taulers que són efectivament una broca amb mànec, que s'utilitzen girant sobre els forats d'una cinta.

## Construcció "forma lliure".
La construcció de forma lliure es pot utilitzar en casos en què un PCB seria massa gran o massa treball per fabricar per a un nombre reduït de components. S'utilitzen diversos mètodes de construcció. En un extrem es pot utilitzar un bolígraf de cablejat amb un tauler perforat, produint resultats nets i professionals. A l'altre extrem hi ha els circuits integrats amb les potes enlaire com un insecte mort els cables dels components solen soldar-se directament a altres components sempre que sigui possible, amb molts circuits petits de vegades sense fils afegits. Tot i que té un aspecte desordenat, la construcció de forma lliure es pot utilitzar per fer circuits més compactes que altres mètodes. Això s'utilitza sovint en robòtica BEAM i en circuits de RF on els cables dels components s'han de mantenir curts possible. Aquesta forma de construcció és utilitzada pels aficionats per a circuits puntuals, i també professionalment per al desenvolupament de circuits, especialment a altes freqüències.
Per a treballs d'alta freqüència, es pot utilitzar una base metàl·lica soldable al xassís, com ara el costat de coure d'una placa de circuit imprès sense gravar, com a base i pla de terra. La informació sobre la placa de prova d'alta freqüència i les il·lustracions d'errors morts amb la construcció del pla de terra es troben en una nota d'aplicació de Linear Technologies.

## Wire wrap
El wire-wrap és una tecnologia utilitzada per unir dos punts en contacte elèctric o de dades. És utilitzat en múltiples indústries, tenint en compte que, és el sistema per excel·lència, emprat en el disseny de prototips. El wire-wrap pot ser més fiable que els circuits impresos, ja que les connexions són menys propenses a fallar per vibració o pressió física en la placa,